# San Miguel del Zapote
San Miguel del Zapote är en ort i Mexiko.   Den ligger i kommunen Del Nayar och delstaten Nayarit, i den centrala delen av landet, 600 km väster om huvudstaden Mexico City. San Miguel del Zapote ligger 695 meter över havet och antalet invånare är 116.
Terrängen runt San Miguel del Zapote är huvudsakligen kuperad, men åt nordost är den bergig. Runt San Miguel del Zapote är det mycket glesbefolkat, med 5 invånare per kvadratkilometer. Närmaste större samhälle är Jazmín del Coquito, 1,9 km öster om San Miguel del Zapote. I omgivningarna runt San Miguel del Zapote växer huvudsakligen savannskog.